# Ehemalige Distrikte Ghanas
Etliche ehemalige Distrikte Ghanas wurden seit 1988 in jeweils zwei neue Distrikte aufgeteilt:
Berekum-Jaman District
Der Berekum-Jaman District war ein Distrikt in der Brong Ahafo Region Ghanas und wurde als erster Distrikt 1989 aufgeteilt, wodurch der Berekum District und der Jaman District entstanden.
Jaman District
Der so entstandene Jaman District wurde wiederum am 12. November 2003 per Dekret von Präsident John Agyekum Kufuor in die Distrikte Jaman South District und Jaman North District aufgeteilt. Der Jaman District hatte zu diesem Zeitpunkt etwa 147 000 Einwohner, Hauptstadt war Drobo.
Sekyere District
Der Sekyere District in der Ashanti Region wurde 1988 per Dekret durch Präsident Jerry Rawlings aufgeteilt in die Distrikte Sekyere West District und Sekyere East District.
Asunafo District
Der Asunafo District gehörte zur Brong Ahafo Region Ghanas. Er wurde am 12. November 2003 per Dekret von Präsident John Agyekum Kufuor in die Distrikte  Asunafo South District und Asunafo North District aufgeteilt. Asanufo District hatte 2002 171 000 Einwohner, Hauptstadt war Goaso.
Atebubu District
Der Atebubu District war ebenfalls ein Distrikt der Brong Ahafo Region und wurde zuerst im Jahr 1988 in den neuen Distrikt Atebubu und den heute noch bestehenden Distrikt Sene unterteilt. Am 12. November 2003 wurde der neue und kleinere Distrikt Atebubu per Dekret von Präsident John Agyekum Kufuor in die Distrikte Atebubu-Amantin District und Pru District aufgeteilt.
Kintampo District
Mit dem Kintampo District wurde am 12. November 2003 per Dekret von Präsident John Agyekum Kufuor ein weiterer Distrikt der Brong Ahafo Region aufgeteilt und die Distrikte Kintampo South District und Kintampo North District entstanden. Der Kintampo District hatte zu diesem Zeitpunkt etwa 161 000 Einwohner, Hauptstadt war Kintampo.
Adansi West District
Wurde am 12. November 2003 aufgelöst in die neuen Distrikte Adansi North District und Adansi South District und Obuasi Municipal District.
Assin District
Wurde am 12. November 2003 aufgelöst in die neuen Distrikte Assin North District und Assin South District.
Ga District
Wurde am 12. November 2003 aufgelöst in die neuen Distrikte Ga West District und Ga East District.
Wassa/Fiase/Mpohor District
Wurde 1988 aufgeteilt in Mpohor Wassa East District und (?).
Juaboso-Bia District
Wurde aufgeteilt in Bia District und Juaboso District.
Atwima District
Wurde am 12. November 2003 aufgelöst und in die Distrikte Atwima Nwabiagya und Atwima Mponua aufgeteilt.
Gomoa/Awutu/Effutu/Senya District
Wurde 1988 aufgespalten in den Gomoa District und den Awutu/Effutu/Senya District.
Ahafo District
Wurde 1988 in die Distrikte Ahafo Ano North, Ahafo Ano South, und Asutifi aufgeteilt.
Wenchi District
Vom ehemaligen Wenchi District wurde per Dekret vom 12. November 2003 der heutige Tain District abgespalten. Die südwestlichen Teile des ehemaligen Distrikts wurden weiterhin als Wenchi District bezeichnet.
Tano District
Aus dem ehemaligen Tano Distrikt wurden per Dekret vom 12. November 2003 die beiden neuen Distrikte Tano North und Tano South gebildet.
Denkyira District
Aus dem ehemaligen Denkyira Distrikt wurden per Dekret aus dem Jahr 1988 die Distrikte Lower Denkyira District (auch: Twifo/Heman/Lower Denkyira District) und Upper Denkyira District gebildet.
Breman-Ajumako-Enyan-Essiam District
ehemaliger Distrikt in der Central Region Ghanas, wurde 1989 u. a. in den Asikuma/Odoben/Brakwa District aufgelöst.
Birim District
ehemaliger Distrikt in der Eastern Region Ghanas, wurde 1989 in die beiden Distrikte Birim North und Birim South aufgeteilt.